# Руднева, Анна Васильевна
Анна Васильевна Руднева (26 января (8 февраля) 1903, село Воронцово-Александровское Прасковейского уезда Ставропольской губернии — 19 октября 1983, Москва) — советский музыковед-фольклорист и педагог, заслуженный деятель искусств РCФСР.

## Биография
Родилась в селе Воронцово-Александровское Прасковейского уезда Ставропольской губернии (в настоящее время — город Зеленокумск Советского района Ставропольского края). Училась в Московской консерватории хоровому дирижированию у Н. М. Данилина, А. В. Александрова, П. Г. Чеснокова, Д. А. Кастальского, затем музыковедению у Н. С. Жиляева, М. Ф. Гнесина, С. Н. Василенко. По окончании консерватории в 1930 году работала Радиокомитете и Вечерней рабочей консерватории.
В 1931 году получила назначение на Дальний Восток, где продолжила работу на радио и руководила народными и профессиональными хорами Хабаровска и Владивостока. В 1934 году переехала в Воронеж, где заняла должность редактора Радиокомитета, возглавила общегородской самодеятельный хор и поступила преподавателем в Военно-музыкантскую школу.
В 1939 году вернулась в Москву на должность лаборанта Кабинета народной музыки в Московской консерватории. В это же время начинает сотрудничество с хором П. Г. Яркова, который Руднева возглавит в 1945 году после смерти его основателя. С 1949 по 1954 годы руководила Хором русской песни Всесоюзного радио.
С 1959 и до конца жизни Руднева работала научным руководителем Кабинета народного творчества. Участвовала в многочисленных фольклорных экспедициях, стала автором более 60 публикаций, в основном посвящённых анализу музыкально-поэтической стилистики русской народной песни. В 1965 году защитила докторскую диссертацию по искусствоведению. С 1969 года стала профессором кафедры истории музыки народов СССР. Одновременно с 1966 по 1972 годы работала преподавателем дирижёрско-хорового факультета в Государственном музыкально-педагогическом институте имени Гнесиных.
В разное время учениками А. В. Рудневой были Людмила Зыкина, Э. Алексеев, А. Банин, С. Браз, Н. Гилярова, А. Кабанов, Н. Савельева, В. Щуров, О’Риордан, П. Тодоров.

## Награды
Деятельность А. В. Рудневой получила признание со стороны государства. В 1961 году она удостоена ордена «Знак Почёта». В 1966 году ей присвоено звание заслуженного деятеля искусств РCФСР. Награждена медалями.

## Избранные публикации
- Руднева А. В. Русское народное музыкальное творчество: Очерки по теории фольклора / Рецензент: Н. Н. Гилярова, Л. Ф. Костюковец. — Москва: Советский композитор, 1990. — 224 с. — 3000 экз. — ISBN 5-85285-156-6.
- Руднева А. В. Курские танки и карагоды. Таночные и карагодные песни и инструментальные танцевальные. — Москва: Советский композитор, 1975. — 309 с. — 1685 экз.
- Руднева А. В. Русский народный хор и работа с ним. — Москва: Советская Россия, 1974. — 88 с. — (В помощь художественной самодеятельности). — 61 000 экз.
- Руднева А. В. Анастасия Лебедева / Рецензент: В. С. Виноградов. — Москва: Советский композитор, 1972. — 56 с. — (Народные певцы и музыканты). — 1580 экз.

### Комментарии
1. ↑  На сайте Московской государственной консерватории дата рождения по новому стилю указана как 7 февраля, что не соответствует правилам перевода дат из Юлианского в Григорианский календарь.